# Rumania en los Juegos Olímpicos de Sankt Moritz 1948
Rumanía estuvo representada en los Juegos Olímpicos de Sankt Moritz 1948 por un total de siete deportistas que compitieron en esquí alpino.  
El equipo olímpico rumano no obtuvo ninguna medalla en estos Juegos.